# Нарпайский район
Нарпа́йский райо́н (тума́н; узб. Narpay tumani / Нарпай тумани) — район в Самаркандской области Узбекистана. Административный центр — город Акташ.

## История
Нарпайский район был образован в 1920-х годах. В 1938 году включён в состав Самаркандской области.

## Административно-территориальное деление
По состоянию на 1 января 2011 года, в состав района входят:
Город
1. Акташ.

3 городских посёлка:
1. Гулистон,
2. Мирбазар,
3. Чархин.

9 сельских сходов граждан:
1. Алтыугил,
2. имени Ислома Шоира,
3. Кадим,
4. Каракуль,
5. Каpасирак,
6. Косагаран,
7. Чакаp,
8. Янгикурган,
9. Янгирабад.